# 圣伊热斯特
圣伊热斯特（法語：Saint-Igest，法語發音：[sɛ̃.t‿iʒɛst]）是法国阿韦龙省的一个市镇，属于鲁埃格自由城区。

## 地理
圣伊热斯特（44°26'20"N, 2°5'9"E）面积11.72 平方千米，位于法国奧克西塔尼大區阿韦龙省，该省份为法国南部内陆省份，位于法國中央高原南部，北起顺时针与康塔爾省、洛泽尔省、加尔省、埃罗省、塔恩省、塔恩-加龙省和洛特省接壤。
与圣伊热斯特接壤的市镇（或旧市镇、城区）包括：德吕勒、马勒维尔、萨勒-库尔巴蒂耶斯、维勒讷沃。

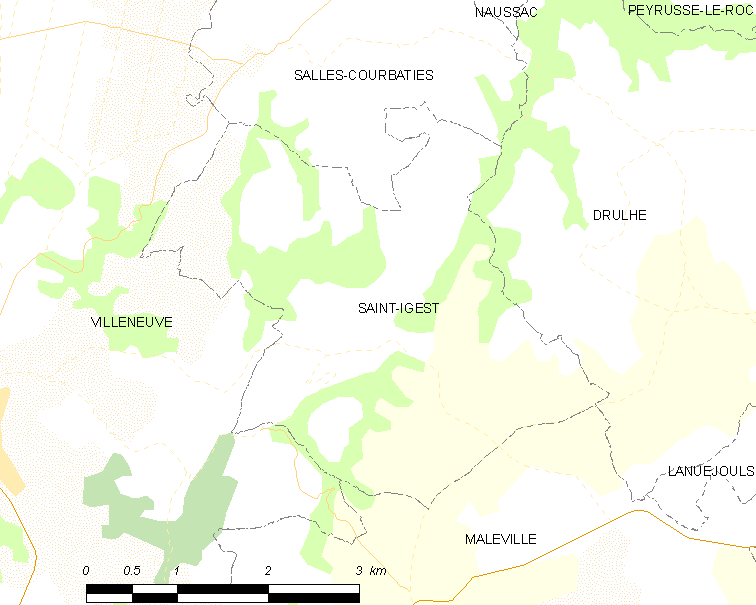
圣伊热斯特的OSM定位图

圣伊热斯特的时区为UTC+01:00、UTC+02:00（夏令时）。

## 行政
圣伊热斯特的邮政编码为12260，INSEE市镇编码为12227。

## 政治
圣伊热斯特所属的省级选区为维勒讷瓦-维勒弗朗舒瓦县。

## 人口

1962-2008年间圣伊热斯特人口变化图示

圣伊热斯特于2022年1月1日时的人口数量为181人。